# Коноплин, Иван Степанович
Ива́н Степа́нович Конопли́н (20 октября 1894, село Бурынь, Курская губерния — 17 сентября 1953, пос. Абезь, Коми АССР) — штабс-капитан, прозаик, поэт, критик, драматург, публицист, разведчик.

## Биография
Учился в Сумском кадетском корпусе, в Харьковском реальном училище; окончил Чугуевское военное училище. Служил офицером в Казанском военном округе, затем — в 32-м пехотном Кременчугском полку в Варшаве; участвовал в Первой мировой войне.
В Гражданскую войну воевал в рядах 4-го Черноморского полка войска С. Петлюры на Украине (на большевистском и польском фронтах) и в составе Западной добровольческой армии П. Бермондта-Авалова в Латвии, имел чин штабс-капитана, был ранен.
С 1922 года жил с женой в эмиграции в Эйхвальде (пригород Берлина, Германия). Работал генеральным представителем рижского издательства «Литература» в Германии.
Входил в состав редакции латвийского издания «Наш огонёк». (Еженедельный художественно-литературный журнал. Ред.-изд. В. Васильев-Гад ал и н. 1924-26. С № 5 " изд. И. А. Шиф. Основн. сотрудники: К. Бальмонт, Л. Блюмберг, П. Булыгин, В. Вячеславский, Ю. Га-лич, А, Задонский, Н. Истомин, Ив. Коноплин, А. Перфильев, И. Сабурова, В. Третьяков, А. Формаков, В. Ховин, М. Цвик-Миронов, Е. Шкляр).
Состоял членом эмигрантского Союза русских писателей и журналистов и Союза офицеров. Сотрудничал с редакциями газеты «Руль» и журнала «Сполохи». Выпустил с супругой сборник стихов, рассказов и сказок для малюток «Цветные камушки» (1922).
Пытаясь получить рецензию на свои произведения от М. Горького, послал тому свои рассказы «Бескрестные могилы. Очерки из недавнего (Берлин: Трукд, 1922). Книга с дарственной надписью „Глубокоуважаемому Алексею Максимовичу от ученика И. Коноплина“ хранится в Личной библиотеке А. М. Горького (ОЛБГ. № 8547). В письме от 22 марта 1923 г. Горький, положительно оценив его рассказ „Хитроумное слово“, рекомендовал уделить больше внимания работе над языком, учиться этому у Лескова, Чехова, Бунина. В это время Коноплин заведовал берлинским отделом „Балтийского альманаха“, организованного в Ковно, и предложил Горькому сотрудничать в этом альманахе, на что тот ответил отказом, отметив, что вообще не сотрудничает в русскоязычных изданиях за рубежом, кроме „Беседы“ (п. И. С. Коноплину 31. 10. 1923 г.// Русский Берлин. 1921—1923. Париж, 1983. С. 395). Возможно, речь идёт о публикации в этом альманахе рассказа Коноплина, где он в качестве предисловия предполагал напечатать одно из горьковских писем к нему. В Архиве А. М. Горького хранится переписка Горького с Коноплиным.
В начале 1920-х в Берлине брал уроки у В. Набокова, который зарабатывал тогда на жизнь преподаванием иностранных языков. В 1923 году по свидетельствам современников З. Арбатова и В. Набокова был разоблачён как агент ОГПУ. Коноплин пытался завербовать секретаршу газеты „Руль“ Н. Давыдову, предложив ей за денежное вознаграждение передавать ему дважды в неделю письменные доклады о материалах, поступающих в редакцию для „Архива русской революции“. Особо его интересовали корреспонденты газеты „Руль“ из СССР, тайно переправляющие свои сообщения через границу и сотрудники Полпредства и Торгпредства СССР, с которыми редакция поддерживает контакты. Под впечатлением от разоблачения Коноплина Набоков написал рассказ «Говорят по-русски» (по мнению биографа Набокова Брайана Бойда «на редкость неглубокий») о том, как русское семейство в Берлине ловит агента ГПУ. После этого Коноплин был исключён из Союза русских писателей и журналистов и Офицерского союза. Однако причины исключения широкой огласке преданы не были, и Коноплин и «не подумал даже покинуть Берлин».
В последующие годы Коноплин был близок к РОНД (Русскому Освободительному Национальному Движению, зарождающемуся русскому нацизму) и его основателю Н. П. Дмитриеву. Н. М. Волковыский сообщает, что Коноплин в это время «бегал по Берлину с гакенкрейцем <то есть „крюковидным крестом“, свастикой> в петлице».
В 1930 году за сотрудничество с советскими спецслужбами арестован немецкой полицией и выслан из Германии в Чехословакию. Об опыте своего сотрудничества с разведорганами написал роман «Железное кольцо» (Рига).

…постановлением Президиума ЦИК СССР Коноплин-Горный Иван Степанович был принят в советское гражданство (протокол 18/9 от 07 сентября 1927 г.). В ноябре 1933 г. 50-м отделением милиции г. Москвы были оформлены паспорта на Коноплина-Горного Ивана Степановича и его жену Коноплину-Горную Эрну Эльзу.— Служба внешней разведки Российской Федерации, письмо от 12.3.2010 № К-655
После провала в Германии находился под другими фамилиями (Рудольф Шак; Йоганн Карл Горный) в Чехословакии, Швейцарии, Иране, Турции и Греции.
В Афинах вступил в интимную связь с секретаршей премьер-министра Иоанниса Метакса (1871—1941) — греческого генерала, фактически диктатора Греции с 1936 г. Получал от неё секретную информацию и передавал её в СССР, но вскоре был ею выдан греческим властям как иностранный шпион. В 1937 г. осуждён за шпионскую деятельность греческим судом и отбывал наказание до 1941 г. Освобождён из заключения немецким оккупационным режимом, видимо, за согласие сотрудничать с немецкой тайной военно-полевой полицией. Устроился на работу переводчиком на базу морских трофеев в порту Пирей, но вскоре был уволен за превышение служебных полномочий и выслан немцами на остров Крит. Там занимался торговлей оливковым маслом и парфюмерией в г. Ретимно. Возвратившись в Афины, работал переводчиком в дирекции игорного бизнеса, посещал дорогие бары и рестораны, где общался с высокопоставленными особами. Якобы был причастен к карательной операции против 10 греков-антифашистов. В 1943 г. с женой возвратился в Германию, где власти выделили ему квартиру; проживал в Берлине.
19 мая 1948 года был арестован оперсектором Советской военной администрации как «нацистский пособник» (якобы во время Второй мировой войны работал переводчиком при допросах греческих антифашистов) и «сотрудник немецкой и британской спецслужб». Во время обыска на его квартире (Шадовштрассе, 12, Берлин) были изъяты рукописи романа «Парламент духа» и драмы «Греческие ночи», а также письмо Сталину на 10 листах и телеграмма из г. Куйбышева. На период следствия был помещён в берлинскую Лихтенбергскую тюрьму.

26 марта 1949 г. для подтверждения личности и гражданства Коноплина копия документа о принятии его в советское гражданство и паспорт были направлены заместителю начальника 2-го Главного Управления МГБ СССР генерал-лейтенанту Райхману Л. Ф. при № 13/8127.— Служба внешней разведки Российской Федерации, письмо от 12.3.2010 № К-655
13 февраля 1950 г. постановлением Особого совещания при МГБ СССР «за сотрудничество с немецкой разведкой и карательную деятельность против антифашистов» ст. 58-1"а", 121 УК РСФСР приговорён к 10 годам ИТЛ. Этапирован в Абезьский лагерь в Коми АССР, где умер 17 сентября 1953 года «от паралича сердца». Похоронен на кладбище лагерного пункта № 1 Минерального ИТЛ, номер могилы «Х-28».
По ходатайству родственников и земляков И. С. Коноплина Военный суд Московского военного округа 18 ноября 2009 г. начал рассмотрение архивного уголовного дела И. С. Коноплина, осуждённого внесудебным органом.

### Семья
- Первая жена — Эмилия Самуиловна Кальманович (Кальма), поэтесса, дочь Саратовского присяжного поверенного С. Е. Кальмановича[9].
  - сын — Георгий Иванович Коноплин-Горный, (1922—?), уроженец г. Берлин (Германия), перед ВОВ проживал в Москве, был призван Московским ГВК в РККА. Службу проходил красноармейцем в войсковой части пп 1611. По сообщению врача и военного фельдшера погиб 2 февраля 1943[14], в учётах МО РФ значится пропавшим без вести в апреле 1943 г.[15]

## Избранные сочинения
- Коноплин И. С. Бескрестные могилы : Очерки из недавнего. — Берлин: Труд, 1922. — 110 с.
- Коноплин И. С. История Георгия Веломорина : Роман. — Рига: Литература, 1929. — 240 с. — (Наша библиотека ; 51).
- Коноплин И. С. Железное кольцо : Роман. — Рига: Дидковский, 1928. — 208 с.
- Коноплин И. С. Мужчины : Эрот. роман. — Рига: Грамату драугс, 1932. — 247 с. — (Библиотека новейшей литературы ; Т. 128).
- Коноплин И. С. Печальный бог : Рассказы. — Берлин: О. Кирхнер и К°, 1922. — 257 с.
- Коноплин И. С., Кальма Э. С. Цветные камешки : Стихи, рассказы и сказки для малюток. — Берлин: О. Кирхнер и К°, 1922. — 48 с.
- Автобиография // Гримасы пера / Собрал В. В. Гадалин. — Рига: Литература, Б. г. — С. 141—145.
- Бермондтовщина : (воспоминания, дневник 1919—1920 гг.)
- Глупый ветер : рассказ. — 1928.
- Греческие ночи : драма (рукопись изъята при аресте в 1948 г.)
- Записки иеромонаха Савелия: кинороман. — 1930.
- К свету : пьеса. — 1919.
- Крестоносцы : мемуарный очерк // Белое дело : летопись белой борьбы. — Берлин, 1927.
- Литературные пути (Критический очерк) // Балтийский Альманах. — 1923. — № 1, декабрь. — С. 63-66.
- Нищие в Берлине : очерк. — 1932.
- Коноплин И. Литературные пути // Наше эхо. 1930. 27 апр. № 341.
- Коноплин И. С. Бермондтовщина / Балтийский альманах. — 1923. -№ 1, 2;
- Парламент духа : роман (рукопись изъята при аресте в 1948 г.)
- Спелый колос : роман. — 1923.

## Память
30 июля 2009 года на могиле И. С. Коноплина стараниями его родственников и земляков, а также при активной помощи председателя Абезьского «Мемориала» Виктора Владимировича Ложкина установлен крест с табличкой и стихом И. С. Коноплина «Пусть ветер мне расскажет»:
Пусть ветер на кладбище мне расскажет

О гневе мудрых, о тоске немых

И даль просветную напевами укажет

Среди пустынь и тёмных и глухих.

Пускай кресты поведают о тайнах,

О тех слезах, что пролиты во мгле,

О радостях минутных и случайных

На этой торжествующей земле.

Пусть травы мне нашепчут умиленье

В вечерний час, когда горит звезда —

Я отыщу дорогу обновленья,

Как ни была б глуха моя беда…

## Комментарии
1. ↑  В Высочайших приказах по Военному ведомству о чинах военных за период Первой мировой войны и в списках чинов Русской императорской армии за этот же период офицер по имени Коноплин Иван не значится (соответственно, не значится он и среди выпускников Чугуевского военного училища). Однако в нескольких опубликованных на сайте «Памяти героев Великой войны 1914—1918 гг.» документах 32-го пехотного Кременчугского полка (до войны полк располагался в Варшаве) есть сведения о том, что в октябре 1917 года в пулемётной команде «Максим» того же полка младшим офицером в чине подпоручика служил Конопленко Иван Степанович, родившийся (по старому стилю) 20 октября 1893 года и призванный на военную службу в 1914 году (См. «Именной список солдат и офицеров пулеметной команды "Максима" 32-го пехотного Кременчугского полка на приказание от 11 октября за № 89», стр. 1; «Список офицеров 32-го пехотного Кременчугского полка», стр. 5; «Список избирателей 24-го участка Западного фронта 32-го Кременчугского полка», стр. 83). В августе-ноябре 1914 года Конопленко Иван прошёл ускоренный четырёхмесячный курс Чугуевского военного училища и Высочайшим приказом по Военному ведомству от 1 декабря 1914 года был произведен в прапорщики, с зачислением по армейской пехоте, затем Высочайшим приказом по Военному ведомству от 27 апреля 1916 года произведен в подпоручики, со старшинством с 1 августа 1914 года. Информация, подтверждающая то, что подпоручик 32-го Кременчугского пехотного полка Конопленко Иван Степанович (в начале 1919 года мобилизованный в украинскую армию) и служивший в конце 1919 года в белогвардейской Западной добровольческой армии штабс-капитан, ставший затем известным русским белоэмигрантским поэтом и писателем в Германии под фамилией Коноплин (Коноплин-Горный) Иван Степанович (живший за границей под вымышленными фамилиями и ставший советским разведчиком, репрессированным и умершим в лагере Абезь), есть одна и та же личность, — отсутствует.